# سيد أوين
سيد أوين (بالإنجليزية: Syd Owen)‏ (مواليد 28 فبراير 1922) هو لاعب كرة قدم. يلعب مع منتخب إنجلترا لكرة القدم. سبق له أن لعب في كأس العالم لكرة القدم مع منتخب بلاده.

## مسيرته الكروية
لعب سيد أوين خلال مسيرته الاحترافية مع ناديين في ثلاثة عشر موسمًا وسجل خلالها 3 أهداف ضمن 403 مباراة. ولم يفز بأي موسم بالكأس أو بالدوري.
خاض سيد أوين مسيرته مع نادي برمنغهام سيتي في موسم 1946–47 لمدة موسم واحد، مشاركًا في 5 مباريات ولم يسجل أي هدف. ثم انتقل إلى نادي لوتون تاون في موسم 1947–48 ليلعب معه اثنا عشر موسمًا، حيث شارك في 398 مباراة سجل خلالها 3 أهداف.

## روابط خارجية
- سيد أوين على موقع قاعدة بيانات كرة القدم.إي يو (الإنجليزية)
- سيد أوين على موقع ناشيونال فوتبول تيمز (الإنجليزية)
- سيد أوين على موقع Soccerbase.com (مدرب) (الإنجليزية)
- سيد أوين على موقع عالم كرة القدم.نت (الإنجليزية)